# 工程学

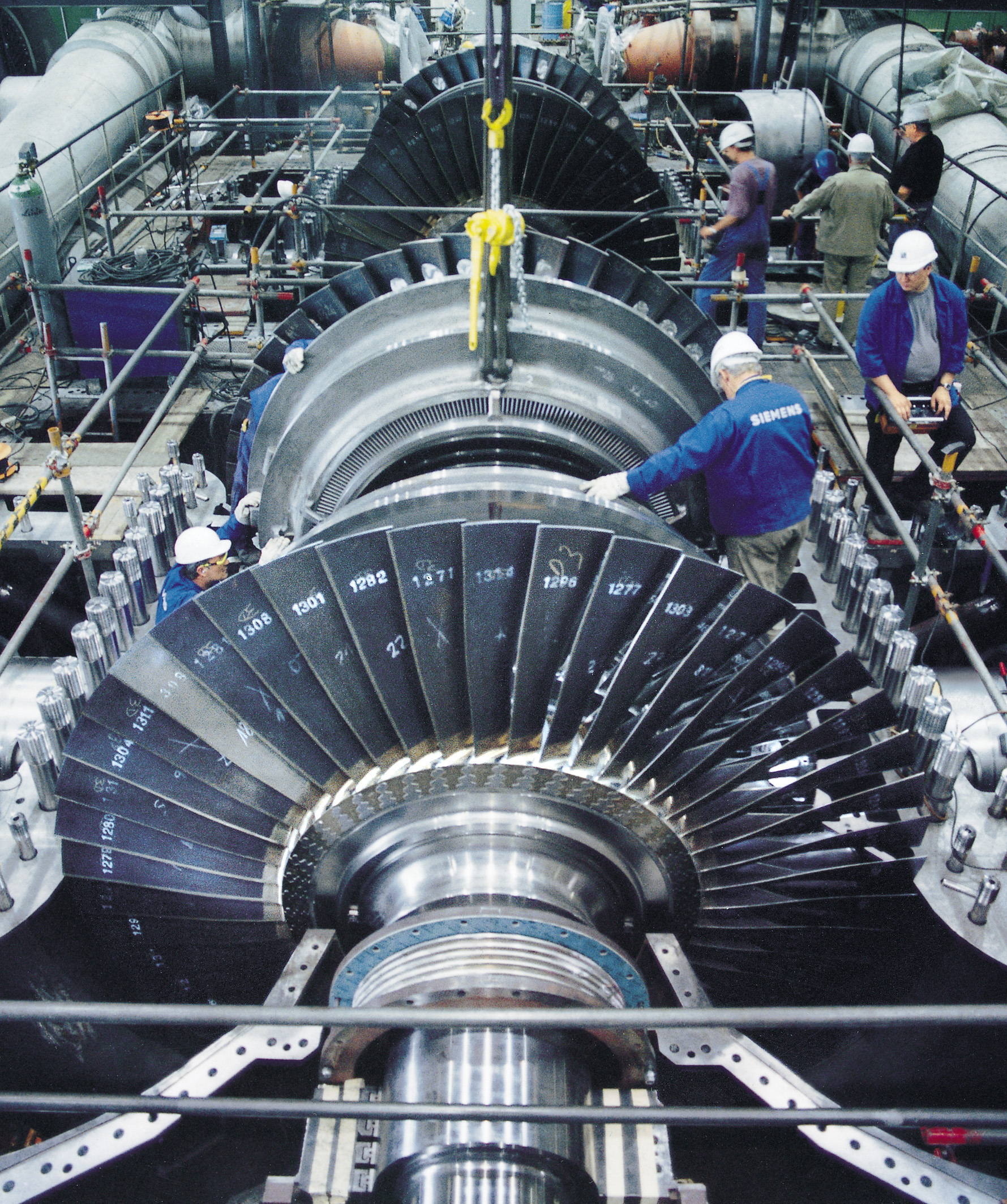
進行渦輪機製作的工程人員。

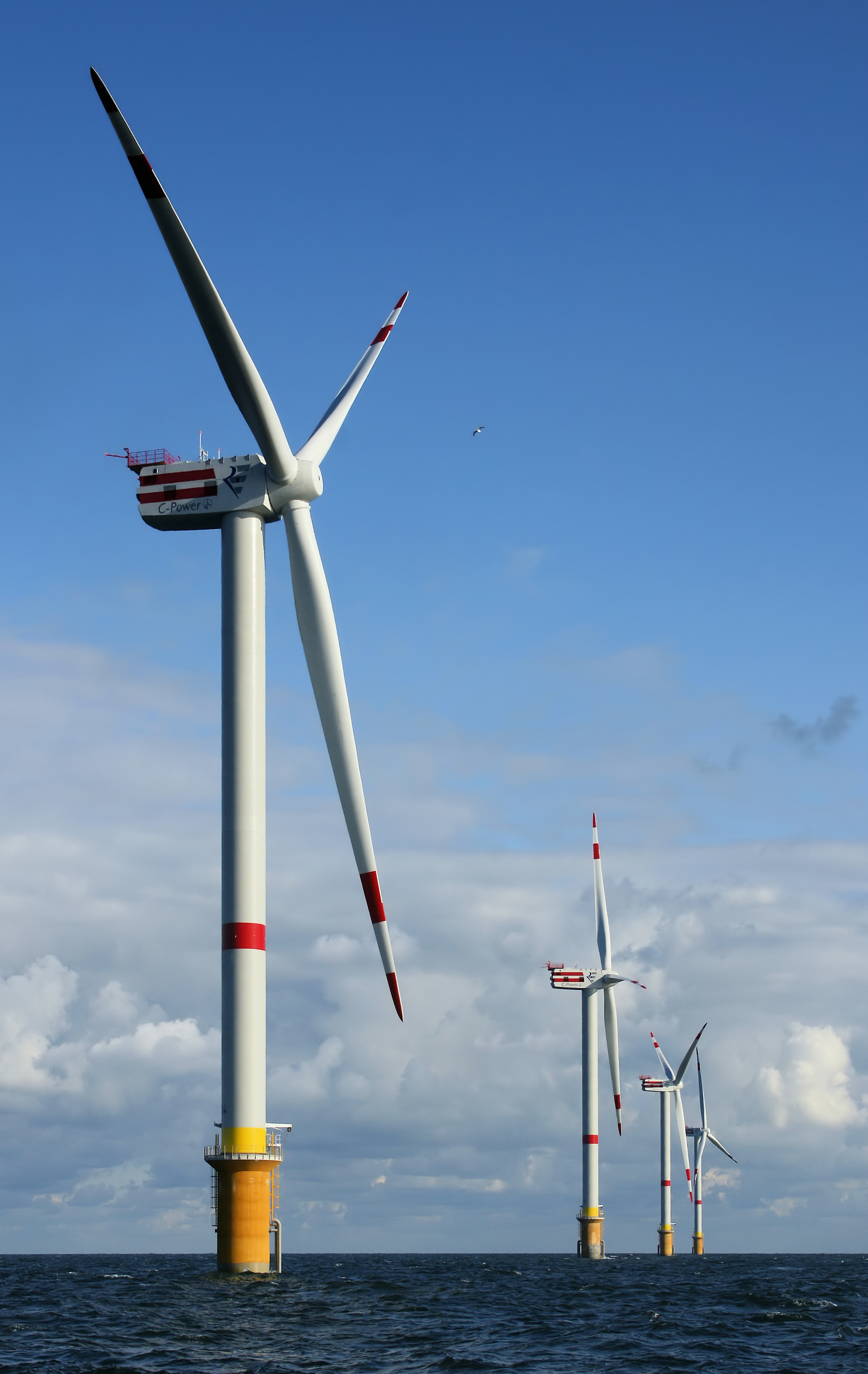
海上風力發電是現代環保工程學。

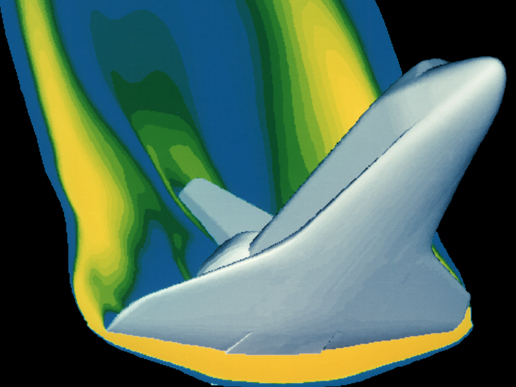
航太工程的風阻測試。

工程學、工程科學、工學，是通過研究、實踐應用數學、自然科學、社會學等基礎學科的知識，以達到改良各行業中現有材料、土木建築、機械、電機電子、電子通訊、儀器、系統、化學加工步驟的設計、應用方式的學科，而實踐、研究工程學的人稱為工程師。在高等學府中，將自然科學原理應用至服務業、工業、農業等各個生產部門所形成的諸多工程學科也稱為工科、工學。工程學的英文“engineering”一詞來自於拉丁文ingenium（意為“巧妙”）、ingeniare（意為“設計”）。

## 定義
美國專業發展工程師會（ECPD，美國工程及技術教育認證委員會的前身）定義工程學為：
有創意的應用科學定律來設計或發展結構物、機器、裝置、製造程序、或是利用這些定律而產生的作品，或是在完整了解其設計下建構或設計上述的物品、或是在特定運作條件下預測其行為，所有所做的都是為了其預期的機能、運作的經濟性或人員及財產的安全。
实践与研究工程学的人叫做工程师，而有專業執照的會有其他名稱，例如注册工程师等。

## 工程的分支

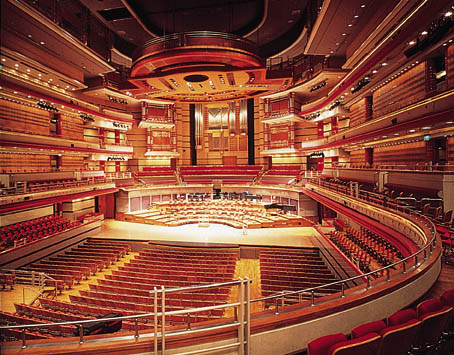
現代音樂廳的設計就包括了工程學中許多不同的領域，包括聲學工程、土木工程及建築工程

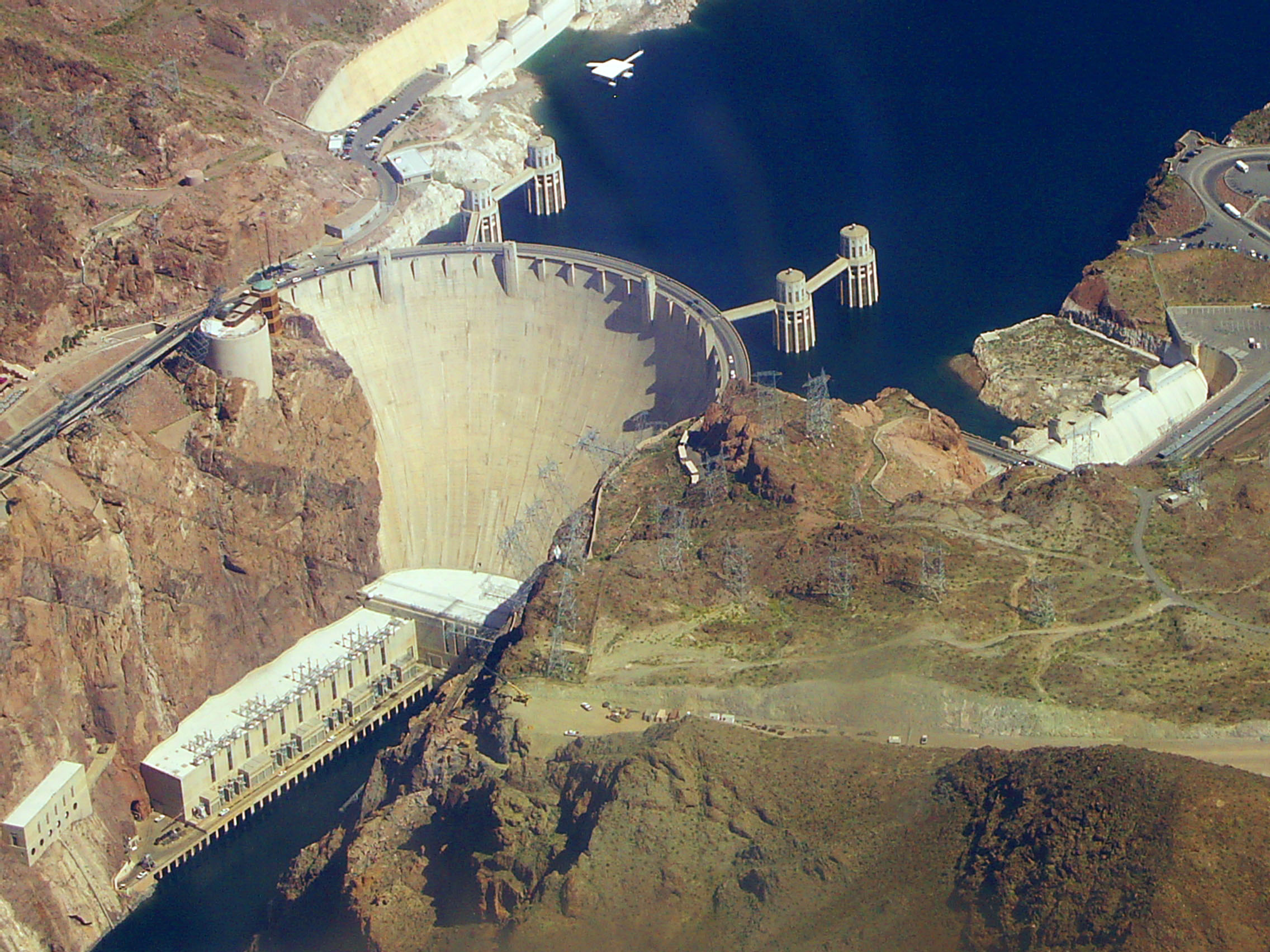
胡佛水壩

工程的範圍很廣，一般會分為數個子學科，這些子學科是工程中的不同領域。一開始工程師會訓練在某一個特定的領域，但在其職業生涯中可能還是會接觸其他領域。一般工程學主要可以分為四類：
- 土木工程＆建築工程（civil engineering and architectural engineering）：設計及建造公共設施及個人住屋，例如基礎設施（機場、港口、道路、鐵路、供電、供水及水處理設施等）、水壩、橋樑及建築物。
- 機械工程（mechanical engineering）：應用力學（靜力學、動力學）、材料力學、熱力學或流體力學等設計機械系統及設備的機械部份，例如能源系統、內燃機、壓縮機、運輸系統、航空器、車輛的動力總成、運動鏈、真空技術、避震系統及武器系統。
- 電機工程（electrical engineering）：設計及研究各種的電子及電機系統，例如電磁或機電設備、發電機、馬達、電子電路、電子設備、光纖、光電設備、電腦系統、電信、儀表、控制等。
- 化學工程（chemical engineering）：應用工程原理、物理學、生物學及化學，以商業規模來實現化學程序，如煉油廠、微型製造（英语：microfabrication）、發酵及生物分子製造等。

此外，也有其他的工程領域，以往的分類有包括礦業工程及海洋工程，現在的分類有會包括工業工程、材料工程、土木工程、建築工程 、測量工程、製造工程、航空工程、航海工程、車輛工程、電機工程、電子工程、通訊工程、儀表及控制工程、計算機工程、軟體工程、系統工程、紡織工程及核工程。英國工程委員會就包括了上述許多的工程領域。
有時一些特別的應用會整合上述傳統的領域，形成一個新的領域，例如地球系統工程及管理就包括了哲學、倫理學、人類學、環境科學及工程研究。一些新的領域會暫時定義為一些已有領域的組合，因此某一特定的應用是否視為一個領域仍有許多灰色地帶，一個主要的指標是主要的大學是否有開設此領域的學系、研究所或學程。
上述的領域中有相當的重疊部份，尤其是各領域中應用科學的部份，例如數學、物理及化學等。

### 工程領域列表
- 工程科學
- 工業工程
- 系統工程
- 材料工程
- 土木工程
  - 建築工程
- 環境工程
- 能源工程
- 機械工程
- 航空工程
- 航海工程
- 電機工程
- 電子工程
- 通訊工程
- 計算機工程
- 化學工程
- 生物工程

### 工程學分支列表
- 工程科學系
- 工業工程學
- 材料工程學
  - 晶體工程學
  - 陶瓷工程學
  - 冶金工程學
  - 高分子材料工程學
  - 分子工程學
- 水利工程學
  - 海洋工程學
- 土木工程學
  - 都市工程學
  - 土力工程學
  - 結構工程學
    - 建築工程學
    - 地震工程學

  - 風力工程學
  - 防火工程學
- 環境工程學
  - 生態工程學
- 機械工程學
  - 力學工程學
  - 聲學工程學
  - 熱學工程學
  - 電子機械學
  - 機電工程學
  - 光機電整合工程
  - 載具工程學
    - 汽車工程學
    - 航空工程學
    - 航海工程學
- 電機工程學
  - 控制工程學
  - 電子工程學
  - 自動控制
  - 光學工程學
    - 光電工程學
    - 電光工程學

  - 通信工程學
    - 廣播工程
- 計算機工程學
  - 硬體工程學
  - 軟體工程學
  - 資訊工程學
- 化學工程學
  - 石油工程學
  - 石油化學工程學
  - 塑料工程學
  - 造纸工程學
  - 汙染處理工程學
- 生物工程學
- 應用工程學
  - 奈米工程學
  - 食品工程
  - 農業工程學
- 其他工程學
  - 工程倫理
  - 巨型工程
  - 加工系統工程學
  - 系統工程學
  - 礦業工程學
  - 能源工程學
  - 仿生學
  - 運輸工程學
    - 公路工程學
    - 鐵路工程學

  - 核能工程學

## 工程学方法
工程师最关键和独特的任务是发现，理解并结合实际的局限来达到满意的结果。很多情况下，产品不仅仅只需符合技术要求，其他条件也必须满足。这些条件包括材料来源，物理或技术的局限，未来改进的可行性和其他因素，诸如成本，可销售性，可生产性及适用性。

### 解决问题
工程师们应用科学，数学和相应的经验来找到问题的解决办法。他们建立合理的数学模型，对问题进行分析并测试可能的解决方案。可能的解决方案常常有多个，工程师们必须根据它们的本质评价各方案的优劣并选择最能满足要求的最佳方案。折中存在于是各种工程设计的核心之中，最佳设计意味着能达到尽可能多的要求。
工程师一般在全面生产过程前，就尝试预测他们的设计如何达到规格。他们使用：原型、比例模型、模拟、破坏性试验、非破坏性试验、强度测试。测试保证产品按期望值运行。测试的目的是确保产品能符合预计的要求。工程师作为专业人员会尽量制造符合预计要求的产品，并达到对社会无害。工程师往往需要在设计中考虑安全因素来降低意外的故障。不过，考虑的安全因素越高，设计效率也通常会越低。

### 電腦的應用

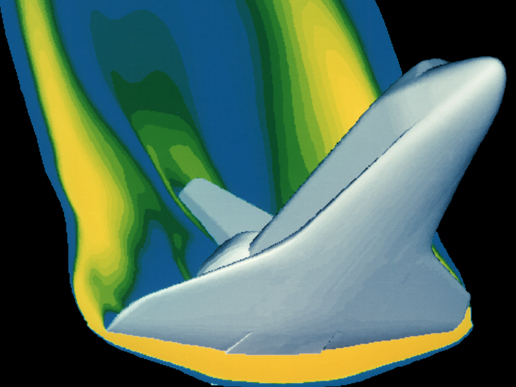
有關太空船在降落時週圍高速空氣的電腦模擬，這類流場的解需要有限元素法去分析熱方程式及纳维-斯托克斯方程的效應

正如同許多現代的科學及技術一樣，電腦和軟體也在工程中扮演越來越重要的角色，現在有越來越多為工程設計的電腦輔助應用軟體（電腦輔助科技），電腦可以建立基本物理方程的模型，可以用數值方法求解。
其中一種常被使用的工具是電腦輔助設計（CAD），這類軟體包括CATIA、Autodesk Inventor、DSS的 SolidWorks或是Creo Parametric，可以讓工程師創造3D模型、2D的工程圖、以及相關設計的簡圖。CAD配合数字化样机及计算机辅助工程的軟體（像有限元素法或解析元素法）可以讓工程師依設計建立可以分析的模型，而不是製作昂貴且花時間的實體原型。
上述軟體可以用來檢查產品及零件的缺點、評估是否有裝配問題、進行人因工程的研究、研究產品動態或靜態的特性，像應力、溫度、產生的電磁波、電流及電壓，數位信號準位、流場分佈及動力學。這類資訊的分佈及存取一般會利用產品資料管理軟體來整合。
現在也有許多工具可以協助特定的應用，像產生CNC加工指令的電腦輔助製造（CAM），產品生產會用到的製造程序管理軟體、電子工程中印刷電路板設計及繪製線路圖需要的電子設計自動化（EDA）軟體，維護工程會用到的MRO管理（維護、維修和運營）軟體。
近年來利用電腦來協助產品的開發已通稱為產品生命週期管理（PLM）。

## 与其它专业的比较
科学家经常要问“是什么”“为什麽”，但是科學家的“为什么”往往都能转化成“是什么”，他们关心於了解那些人类尚未確切、完全、詳細了解的知识，满足人类的好奇心；工程师则经常要问“如何做”，利用科学家发现的知识，制造对人类有用的物体或工具。从经济的角度来说，科学家不必关心经济问题，他们想法子获得必要的经费（如政府拨款、企业投资、私人赞助等），然后专心去研究。工程师则相反，他们必须使制造出来的物体，在经济上是可行的，否则没有任何用处。如果一件产品的成本高于其市场价值，使得无人光顾，这种产品就无法生产，所以对工程师来说，经济观念是必备的。例如像科幻小说所描写的“按12个按钮，再拉下三个把手，就可以给面包片抹上奶油”一类的机器，在理论上是完全可以制造出来的，但工程师决不会制造这种机器。从相互包含的角度来说，科学家可能也需要完成某些工程作业（比如设计试验仪器，制造原型），工程师经常也要做研究。从目的的先后顺序来说，可以说科学家为了学习而制造，而工程师为了制造而学习。从工程和科学都要做的研究来说，工程学上的研究与科学研究也有不同之处。它经常涉及到的领域，基本物理化学已经很好的被了解了，而这些问题却很难被精确的解决。工程学的研究便是要寻找可能近似方案。

## 限制
某些工程作业，比如设计桥梁、电厂、化工厂，必须被专业工程师所批准。保护公众健康和安全的法律强制专业人员必须提供指导，这些指导是从教育和经验中获得的。
即使有了严格的检测和许可证发给，工程灾难还是会发生。因此专业工程师严守伦理学标准。每个工程学科和专业组织，都持有伦理学标准，成员发誓遵守维护。

## 外部連結
- National Society of Professional Engineers position statement on Licensure and Qualifications for Practice
- National Academy of Engineering (NAE) （页面存档备份，存于）
- American Society for Engineering Education (ASEE)
- The US Library of Congress Engineering in History bibliography （页面存档备份，存于）
- History of engineering bibliography at University of Minnesota